# Вільшанка (притока Берюшки)
Вільшанка — річка в Україні, у Конотопському районі Сумської області. Ліва притока Берюшки (басейн Дніпра).

## Опис
Довжина річки 16 км, похил річки — 2,4 м/км. Площа басейну 76,4 км².

## Розташування
Бере початок на північній околиці Князівки. Тече переважно на північний схід і у Руднєвому впадає у річку Берюшку, ліву притоку Клевені.
Населені пункти вздовж берегової смуги: Сиром'ятникове, Новослобідське, Почепці, Оріхівка.